# Majadahonda
Majadahonda é um município da Espanha pertencente à Comunidade de Madrid. 

Originariamente o território foi uma zona de cultivo e pastoreio. Durante a toma de Madrid na Guerra Civil Espanhola foi cenário de duros combates. 

Conta com uma população de 70.755 habitantes (INE 2016). A sua expansão tem sido acelerada, como em todas as povoações e cidades pertencentes à área metropolitana de Madrid. Conta com grande quantidade de serviços como o novo Hospital Puerta de Hierro e a presença de muitas empresas do sector terciário.
É o quarto município mais próspero de Espanha, com uma renda bruta média de 51.773 euros por habitante.